# Margarinotus yezoensis
Margarinotus yezoensis är en skalbaggsart som beskrevs av Ôhara 1989. Margarinotus yezoensis ingår i släktet Margarinotus och familjen stumpbaggar. Inga underarter finns listade i Catalogue of Life.